# 88 Tauri
88 Tauri, som är stjärnans Flamsteed-beteckning, är en multipelstjärna belägen i den östra delen av stjärnbilden Oxen, som också har Bayer-beteckningen d Tauri. Den har en genomsnittlig skenbar magnitud på ca 4,25 och är svagt synlig för blotta ögat där ljusföroreningar ej förekommer. Baserat på parallaxmätning inom Hipparcosuppdraget på ca 20,9 mas, beräknas den befinna sig på ett avstånd på ca 156 ljusår (ca 48 parsek) från solen. Den rör sig bort från solen med en heliocentrisk radialhastighet av ca 24 km/s.

## Egenskaper
88 Tauri A är ett fyrdubbelt system bestående av två spektroskopiska dubbelstjärnor som kretsar runt varandra med en omloppsperiod på 18 år. Den svagare komponenten, 88 Tauri B, är också en spektroskopisk dubbelstjärna och är separerad med ca 69 bågsekunder, vilket ger totalt sex stjärnor.
88 Tauri Aa är av spektraltyp A6m, där suffix ”m” betyder att den är en Am-stjärna, också känd som en metallinjestjärna. Dessa typer av stjärnor har spektra som visar olika mängd av metaller, som järn. Resten av stjärnorna i 88 Tauri A har spektraltyp som ligger från F5 till G2-3, vilket betyder att de är vanliga stjärnor i huvudserien av spektraltyp F eller G. Spektraltypen för 88 Tauri Ab1 och Ab2 är mindre säkra, eftersom deras spektrallinjer är svagare, därav kolon efter G2. 88 Tauri Aa1 verkar inte rotera synkront med sin följeslagare och har heller inte en konvektiv atmosfär till skillnad från Aa2. (Det är inte känt om de två stjärnorna i 88 Tauri Ab är i synkron rotation med varandra på grund av de relativt stora felen i utförda mätningar.)
88 Tauri B består av en huvudseriestjärna av spektraltyp F, med en annan lågmassastjärna som följeslagare. Massan för den mindre komponenten är minst 0,15 solmassor, så den är troligen en röd dvärg.
88 Tauri är en förmörkelsevariabel (E:),  som varierar mellan visuell magnitud +4,23 och 4,30 utan någon fastslagen periodicitet.

## Struktur
88 Tauri A är en stjärna av fjärde magnituden med två komponenter, 88 Tauri Aa och 88 Tauri Ab, som kretsar runt varandra med en omloppsperiod av 18 år och är separerade med ca 0,28 bågsekunder. De två komponenterna är i sig själv spektroskopiska dubbelstjärnor, som kan upplösas genom studium av periodiska Dopplerförskjutningar i dess spektrum. I detta fall har variationen i radialhastighet varit känd sedan 1907. Aa-paret har en omloppsperiod på 3,57 dygn medan Ab-paret har en omloppsperiod på 7,89 dygn och båda har cirkulära banor med liten excentricitet.
88 Tauri B är separerad med 69,56 bågsekunder och är en stjärna av sjunde magnituden, som också är en ytterligare en spektroskopisk dubbelstjärna vars komponenter (88 Tauri Ba och Bb) har en omloppsperiod av 3,69 år.
Omloppsperioden mellan 88 Tauri B runt 88 Tauri A är troligen ca 70 000 år.